# Aspilatopsis vilisaria
Aspilatopsis vilisaria är en fjärilsart som beskrevs av Walker 1863. Aspilatopsis vilisaria ingår i släktet Aspilatopsis och familjen mätare. Inga underarter finns listade i Catalogue of Life.